# Planet Funk
Planet Funk — итальянская электронно-танцевальная музыкальная группа.
Членами коллектива являются — Серджио Делла Моника, Алекс Нери, Доменико Джи-Джи Кану, Марко Барони и Алессандро Соммелла (бывший участник). Весь вокал в песнях принадлежит приглашённым вокалистам. С группой сотрудничают такие исполнители как Дэн Блэк, Салли Доэрти, Рэйз и Джон Грэхем.
Их первый сингл, «Chase the Sun», достиг пятой строчки в UK Singles Chart в 2001. Песня получила широкую популярность с тех пор, как Sky Sports начали использовать её на главных турнирах Professional Darts Corporation.
Следующий сингл, «Inside All the People», достиг девятой позиции в итальянских чартах синглов, но добился большего успеха в европейских танцевальных чартах.
Третий сингл «Who Said (Stuck In The UK)» также получил существенный коммерческий успех.
Planet Funk также создают ремиксы.
В мае 2006 они стали первой музыкальной группой, которая выпустила сингл для загрузки на мобильные телефоны, с релизом «Stop Me» в мобильной сети 3G.
Сингл «Static» представлен в компьютерной игре FIFA 08.

## Влияния
На группу оказали влияние Depeche Mode, Pink Floyd, King Crimson, Police, такие альбомы Clash как London Calling и Combat Rock, Stevie Wonder, Brian Eno, Underworld, Leftfield, Cocteau Twins и New Order.

## История
Группа берёт своё начало от объединения трёх продюсеров, известных как группа «Souled Out!» (Алессандро Соммелла, Доменико Джи-Джи Кану и Серджио Делла Моника), существовавшая в 80-х и имевшая международный успех с одноимённым альбомом. Ранее была другая информация: был конкурс и несколько диджеев его не прошли. Объединились вместе и создали успешную группу.

## Состав
- Серджио Делла Моника
- Алекс Нери
- Доменико Джи-Джи Кану
- Марко Барони
- Алессандро Соммелла

### Гости
- Дэн Блэк, Оли Кокко, Салли Доэрти, Рэйз — вокал в альбоме «Non Zero Sumness»
- Джон Грэхем, Салли Доэрти, Дэн Блэк — вокал и Сесилия Чейлли — электрическая арфа в альбоме «The Illogical Consequence»
- Люк Аллен — вокал в альбоме «Static»

## Дискография
| Год  |  | Название                  | Примечания       |  |
| ---- |  | ------------------------- | ---------------- |  |
| 2002 |  | Non Zero Sumness          | Студийный альбом |  |
| 2005 |  | The Illogical Consequence | Студийный альбом |  |
| 2006 |  | Static                    | Студийный альбом |  |
| 2009 |  | Best Of                   | Студийный альбом |  |
| 2011 |  | The Great Shake           | Студийный альбом |  |
| 2020 |  | 20:20                     | Студийный альбом |  |

## Синглы
- Chase The Sun (2000)
- Inside All The People (2001)
- Who Said (Stuck In The UK) (2002)
- The Switch (2003)
- Paraffin (2003)
- Stop Me (2004)
- Everyday (2005)
- It's Your Time (2006)
- Static (2007)
- Lemonade (2009)

## Видеография
- 1999: Chase The Sun — в клипе к этому синглу изображались пациенты в психиатрической больнице, испытывающие разнообразные проявления кататонического синдрома.
- 2001: Inside All The People
- 2002: Who Said (Stuck In The UK) — в чёрно-белом клипе вокалист прыгает в белой комнате, а позади него играет группа.
- 2002: Switch — в клипе человек убегает от полицейских, которые всё-таки ловят его и сажают в полицейский грузовик. В конце клипа показывают пустой грузовик с открытыми дверями.
- 2004: Stop Me
- 2005: Everyday
- It’s Your Time
- Static
- 2009: Lemonade — в клипе показан теннисный матч.
- 2009: Too much TV